# Amphineurus (Nothormosia) harrisi
Amphineurus (Nothormosia) harrisi is een tweevleugelige uit de familie steltmuggen (Limoniidae). De soort komt voor in het Australaziatisch gebied.